# Ministeri de Seguretat de l'Estat (Xina)
El Ministeri de Seguretat de l'Estat ( Guoanbu, en xinès simplificat : 国家安全部, en pinyin : Guójiā Ānquánbù ), també anomenat MSS ( Ministeri de Seguretat de l'Estat Xinès ) és l'agència de seguretat i probablement el servei secret de la República Popular de la Xina. La seva adreça és 14 Dongchang'an Street ( East Chang'an Street ) al costat del Ministeri de Seguretat Pública de la República Popular de la Xina ( Gonganbu ) a Pequín.
El ministeri està sota la responsabilitat directa del Consell d'Estat de la República Popular de la Xina.

## Ministeri de Seguretat de l'Estat
L'actual ministeri va ser fundat el 6 de juny de 1983 i inaugurat l'1de Juliol del mateix any durant la fusió de Diaochabu amb els serveis de contraespionatge del Ministeri de Seguretat Pública (Gonganbu), i formalitzada durant el 1 sessió de la VI Assemblea Popular Nacional. És responsable del contraespionatge, inclòs l'exèrcit, la intel·ligència estrangera, els guàrdies fronterers i la lluita contra els opositors polítics.
El Diaochabu (Departament Central d'Investigació) era el servei d'intel·ligència exterior de la RPC. Aquest departament va ser creat l'any 1928 sota el nom de Shihuibu (Departament Central d'Afers Socials) per proporcionar informació als dirigents del Partit Comunista Xinès. Aquest servei, un cop els comunistes van arribar al poder, es va dirigir a la intel·ligència a l'estranger. Va ser molt actiu, passant de l'agitprop durant la Guerra Freda a l'espionatge científic i econòmic actual.
Els seus agents de vegades han aparegut als titulars com Larry Wu-Tai Chin, un xino-nord-americà que treballa al Foreign Broadcast Information Service, un servei d'intel·ligència de codi obert de la CIA que entre 1952 i 1985 va proporcionar informació als Diaochabu i es va suïcidar durant el seu judici. el 22 février 1986

### Activitats d'aplicació de la llei
Segons Li Fengzhi, un antic empleat del Ministeri de Seguretat de l'Estat, que va desertar als Estats Units, el ministeri està espiant els dissidents ( Operation Fox Hunt ), grups religiosos i grups desfavorits desafectats. El partit, segons ell, gastaria importants sumes per reprimir els ciutadans corrents.

### Personal i organització
L'any 2005, un informe francès indicava que aquest ministeri comptava amb 7.000 funcionaris oficials als quals s'hi van afegir 50.000 agents, els chen diyu (peixos d'aigües profundes), dels quals només 150 van ser identificats. En l'àmbit de la intel·ligència econòmica, els Estats Units són l'objectiu principal i hi ha 1.500 diplomates que operen en 70 oficines d'aquest país. Els representants nord-americans també estan obertament preocupats en l'informe de Cox per l'espionatge xinès al seu país.
El ministeri està dividit en una desena d'oficines, quatre de les quals s'ocupen, entre altres coses, de la guerra econòmica. La 1a oficina (oficina nacional) recluta a la Xina totes les persones que van a l'estranger per estudiar o negocis ; la 2a oficina (foreign office) és responsable de les operacions a l'estranger : recollida, recepció, anàlisi de la informació ; contractació d'agents a l'estranger, i també s'ocupa del contraespionatge ; la 10a oficina s'ocupa més concretament de la recollida d'informació científica i tecnològica i la 17a oficina gestiona la recollida d'intel·ligència econòmica, tingueu en compte que altres especialistes no assignen els mateixos números a les oficines segons la seva especialitat

### Llista de ministres de Seguretat de l'Estat
- Ling Yun, Ling Wen, (凌云) : 1983 a 1985
- Jia Chunwang : 1985 a 1998
- Xu Yongyue : 1998-2007
- Geng Huichang :setembre 2007 -7 novembre 2016[3]
- Chen Wenqing :7 novembre 2016[3] -30 octubre 2022
- Chen Yixin :des del 30 octubre 2022

## Serveis d'intel·ligència xinesos
Hi ha diversos serveis, aquí teniu una llista no exhaustiva :
- Departament d'Enllaços Internacionals (DLI) : el DLI és responsable de les relacions amb les organitzacions polítiques fora del territori xinès. A les dècades de 1950 i 1960 es va esforçar especialment per exportar la revolució xinesa al món. Avui, aquest servei, que depèn del Comitè Central del Partit Comunista Xinès, proporciona principalment intel·ligència política, gràcies als seus corresponsals ubicats a les ambaixades.

- Departament de Treball del Front Unit, responsable de les relacions amb el " organitzacions de masses » (sindicats, cultura) fora del territori de la República Popular de la Xina. Recull la intel·ligència de la mateixa manera que el DLI.

- Qingbao (també anomenat Qingbaobu ) : el 2 departament de l'Estat Major de l'Exèrcit Popular d'Alliberament (APL2 o Er Bu ), responsable de la intel·ligència militar. Supervisa els agregats de defensa a l'estranger, la intel·ligència tàctica i la intel·ligència d'imatges.

- 3e département de l'État-Major général de l'APL (APL3 ou San Bu) : chargé de l'interception des communications.

- 4e département de l'État-Major général de l'APL (APL4 ou Si Bu) : chargé de la guerre électronique, y compris l'ELINT (Electronic Intelligence, interceptions des signaux électromagnétiques autres que des communications).

- Chi Pao Ko : Servei de contraespionatge del PLA.

El décembre 2015, com a part d'una reforma militar que va transformar l'Estat Major en l'Estat Major Conjunt, es va crear una Força de Suport Estratègic de l'EPL, que va assumir la responsabilitat de les missions espacials, cibernètiques i de guerra electrònica. Els elements de l'APL3 i l'APL4 relacionats amb aquestes àrees s'agrupen en aquesta Força de Suport Estratègic per formar un sistema integrat d'intel·ligència, atac i defensa
- Oficina d'Informació a l'estranger del Departament d'Informació : creat el 1982, propaganda i desinformació.

- Departament de Seguretat Exterior del Ministeri d'Afers Exteriors : responsable, segons el web d'aquest ministeri, de “ implementar la política de seguretat no convencional de la Xina ; realitzar estudis i investigacions sobre determinats temes; garantir la coordinació i la tramitació dels afers exteriors ".

## En la cultura popular
- 2012: Performance Anomalies, un agent de l'MSS, Zheng Lu Peng, és l'adversari de l'heroi Cono 7Q a la novel·la d'espies,[5][6] de Victor Robert Lee,[7] que organitza la captura de Kazakhstan, inclosa la família va ser turmentada durant la Revolució Cultural[8]
- 2013: Battlefield 4 : Compte enrere, novel·la amb l'agent del MSS Huang "Hannah" Shuyi en la seva investigació sobre el complot de l'almirall Chang.
- 2015: Ice is Sleepy Water (xinès:冰是睡着的水), novel·la d'espies xinesa de Liu Meng relata la vida quotidiana dels membres de l'MSS.
  - 2021: per a res al món : el viceministre d'Intel·ligència Exterior, Kai Chang, lluita per preservar la República Popular de la Xina de les respostes provocades per l'agressivitat cap al món occidental del ministre de Seguretat, Fu Chuyu, i dels generals i vells falcons del Partit Comunista Xinès.

Televisió
- 2014 : The Last Ship, temporada 3, agents de l'MSS ataquen l'USS Nathan James[9]
- 2015 : Sr. Robot, un ministre de la MSS és interpretat per BD Wong[10]

Cinema
- 1997 : A la pel·lícula de James Bond Tomorrow Never Dies, Wai Lin, interpretada per Michelle Yeoh, és un agent de l'MSS encarregat d'evitar una guerra entre el Regne Unit i la Xina[11]
- 2011 : la novel·la Rouge Dragon de Gérard de Viliers tracta la qüestió dels MSS.

Videojocs
- 2013: Battlefield 4 : el joc inclou sobretot l'agent Huang "Hannah" Shuyi del MSS que s'uneix a la unitat del jugador per aturar el conflicte iniciat per l'almirall Chang.